# Крапивна (приток Чернорученки)
Крапивна — река в России, протекает в Демянском районе Новгородской области. Устье реки находится в 28 км по левому берегу реки Чернорученка напротив деревни Чёрный Ручей. Длина реки составляет 12 км.
На берегу реки стоят деревни Обрыни, Борки и Беляевщина бывшего Черноручейского сельского поселения, с 2010 года вошедшего в Ямникское сельское поселение.

## Данные водного реестра
По данным государственного водного реестра России относится к Балтийскому бассейновому округу, водохозяйственный участок реки — Ловать и Пола, речной подбассейн реки — Волхов. Относится к речному бассейну реки Нева (включая бассейны рек Онежского и Ладожского озера).
Код объекта в государственном водном реестре — 01040200312102000022219.